# Sergei Wladimirowitsch Polunin

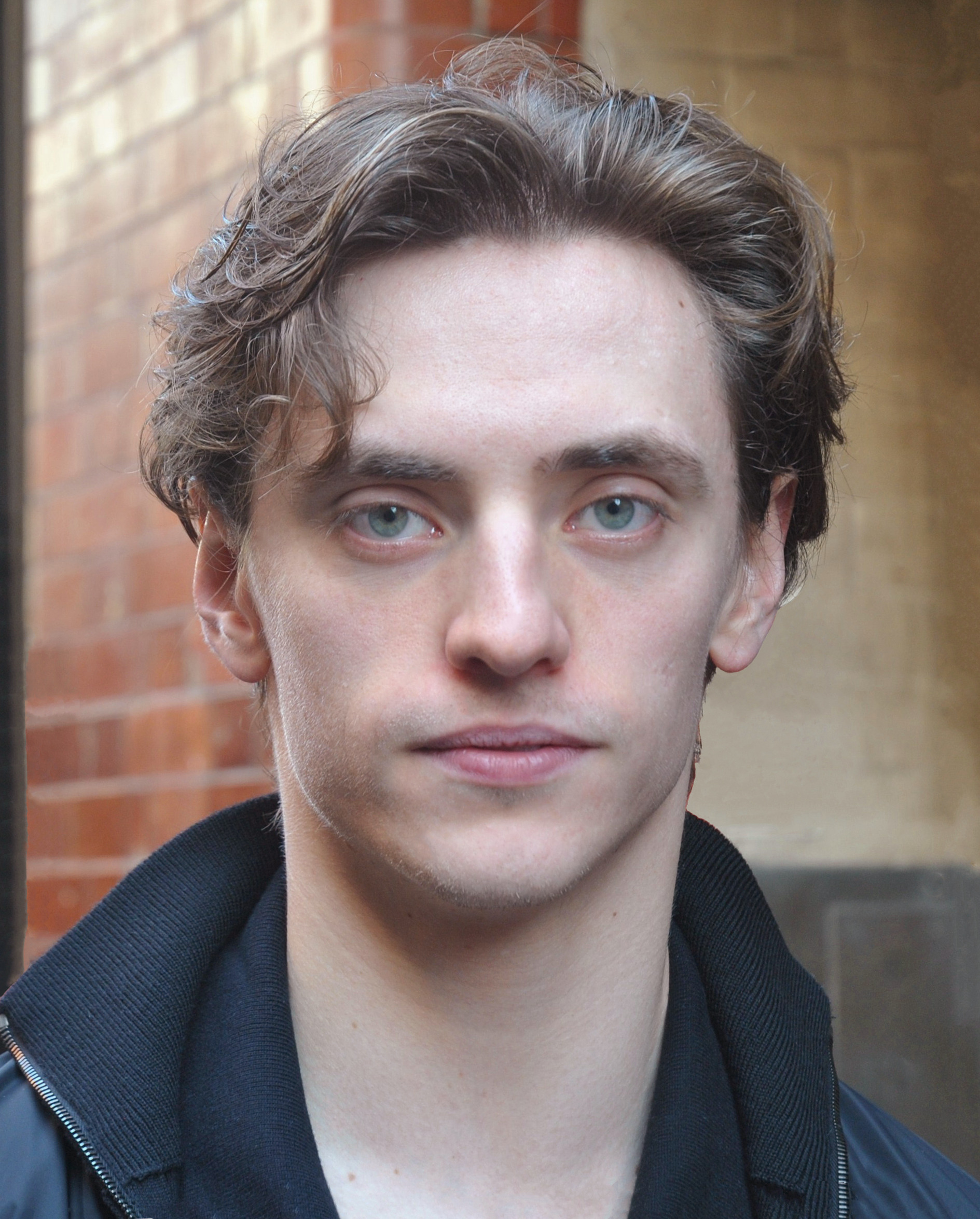
Sergei Polunin (2013)

Sergei Wladimirowitsch Polunin (russisch Серге́й Влади́мирович Полу́нин; ukrainisch Сергій Володи́мирович Полу́нін/Serhij Wolodymyrowytsch Polunin, * 20. November 1989 in Cherson, Ukrainische Sozialistische Sowjetrepublik) ist ein russischer Balletttänzer ukrainischer Herkunft. Polunin galt zu Anfang seiner Solisten-Karriere als Enfant terrible des klassischen Balletts. Mit seiner außergewöhnlichen Ausstrahlung und bravourösen Technik wurde der vielbesprochene Tänzer zum „neuen“ Star der Ballettwelt.

## Leben
Polunin wuchs in sehr bescheidenen Verhältnissen bei seiner Mutter Halyna Polunina in Cherson in der Ukraine auf, während sein Vater Wolodimir Polunin in Russland Arbeit suchte. Schon früh war seine Tanzbegeisterung sichtbar, so dass seine Mutter ihn im Alter von vier Jahren zum Turnunterricht (6 Stunden täglich) in eine Sportschule schickte, um eine Karriere als Kunstturner vorzubereiten. Allerdings wechselte er im Alter von 8 Jahren vom Turnen zum Tanzen in der Chersoner Tanzschule Juventa. Nach Beendigung des einjährigen Vorbereitungskurses begann er mit 9 Jahren die Ballettausbildung an der Kiewer Staatlichen Choreographie-Hochschule. Möglich wurde dies durch die Geldunterstützungen des in Portugal arbeitenden Vaters und der in Griechenland arbeitenden Großmutter, so dass Mutter und Sohn in Kiew in einem gemeinsamen Zimmer wohnen konnten.
Als Polunin 12 Jahre alt geworden war, schickte seine Mutter ein Video und Fotos an die Royal Ballet School, die ihn dann zum Vortanzen in London einlud. Daraus resultierte ein Stipendium der Rudolf-Nurejew-Stiftung, so dass er nach dem erfolgreichen Abschluss in Kiew seine weitere Ausbildung in London an der Royal Ballet School 2003 im Alter von 13 Jahren fortsetzen konnte, nun allerdings ohne seine Mutter, der das Geld für das Leben in London fehlte. Wegen seiner fehlenden Englisch-Kenntnisse brauchte er nicht zur Allgemeinschule zu gehen, so dass er erheblich mehr trainierte als seine älteren Mitschüler. Nach Abschluss als einer der Besten wurde er 2007 im Alter von 17 Jahren vom Royal Ballet engagiert, 2009 wurde er Erster Solo-Tänzer und 2010 Prinzipal des Royal Ballet, der jüngste seit Gründung des Royal Ballet. Nach zwei erfolgreichen Jahren konnte er offenbar die psychische Belastung und die Vereinsamung nicht mehr ertragen, so dass er am 24. Januar 2012 seinen sofortigen Austritt aus dem Royal Ballett verkündete und aus der Öffentlichkeit verschwand.
Im Sommer 2012 machte Polunin die Bekanntschaft des weltbekannten Tänzers Igor Anatoljewitsch Selenski, künstlerischer Direktor des Balletts der Staatlichen Nowosibirsker Akademie für Theater, Oper und Ballett und der Balletttruppe des Moskauer Stanislawski- und Nemirowitsch-Dantschenko-Musiktheaters, der ihn nach Russland einlud und ihn als Prinzipal-Tänzer seiner beiden Ballette engagierte. Selenski wurde sein Mentor, gab ihm Sicherheit und Freiheit, so dass Polunin sich neu entfalten konnte.
2014 begann Polunin eine Zusammenarbeit mit dem US-amerikanischen Fotografen David LaChapelle und beteiligte sich an dessen neuen Projekten, insbesondere an dessen Tanz-Video Take me to Church 2015 mit Musik von Hozier.
2016 trat Polunin mit der Ersten Solistin des Royal Ballet Natalia Osipova, mit der er auch im privaten Leben liiert war, im Sadler’s Wells Ballet in einem Programm mit neuen Werken auf. Osipova und Polunin tanzten zudem auch auf der Silvestervorstellung am 31. Dezember 2015 im Ballet von Nowosibirsk im Nussknacker zusammen die Hauptrollen. Während der Spielzeit 2016/2017 trat Polunin als ständiger Gastsolist im Bayerischen Staatsballett auf.
In der Verfilmung Mord im Orient Express von Agatha Christies gleichnamigen Bestsellers spielte Polunin 2017 den Grafen Andrenyi an der Seite von Kenneth Branagh, Penélope Cruz, Judi Dench und Michelle Pfeiffer. 2018 spielte er in einer Nebenrolle in Ralph Fiennes’ Film The White Crow.
Seit 2019 ist er mit der russischen Eistänzerin Jelena Iljinych liiert.

## Kontroversen
Das Ballett der Pariser Oper entschied im Januar 2019, eine Einladung an Polunin zu widerrufen, der für eine Hauptrolle in der neuen Produktion Schwanensee vorgesehen war. Als Grund wurden homophobe und sexistische Äußerungen Polunins in den Sozialen Medien genannt. Dort hatte er unter anderem verlautbart, schwule Tänzer bräuchten „einen kräftigen Schlag“, sie seien eine Peinlichkeit und der Grund, warum Frauen nun männliche Rollen im Ballet übernehmen wollten. Der Tänzer Adrien Couvez erklärte, es sei unmöglich, dass die Pariser Oper einen Mann mit solchen Ansichten im Jahr 2019 einladen wolle. Aurélie Dupont, die Kunstdirektorin der Pariser Oper sagte, Polunins Aussagen seien mit den Werten ihrer Institution nicht zu vereinbaren.
Die Münchner Staatsoper sah sich daraufhin mit Kritik konfrontiert und veranlasst, das Engagement Polunins für zwei Aufführungen beim Bayerischen Staatsballett zu rechtfertigen.
Für Diskussionen sorgt auch sein auf den Bauch tätowiertes Kolovrat-Symbol und sein auf die Brust tätowiertes Porträt Wladimir Putins, das in Russland sein Ansehen hebt. In Deutschland wird es überklebt.
Wegen dreier Putin-Porträts, tätowiert auf Brust und Schultern, kam es zu Protesten, weshalb das „Rasputin-Tanzdrama“ Ende 2022 (der russische Angriff auf die Ukraine dauerte seit 10 Monaten an) am Arcimboldi-Theater in Mailand abgesagt wurde. Das Stück hätte – mit Polunin in der Hauptrolle – schon 2019 aufgeführt werden sollen, ist jedoch wegen der COVID-19-Pandemie verschoben worden.

## Projekte
Nachdem Polunin 2014 mit David LaChapelle auf Hawaii das Video für Take me to Church in einer dafür von ihm und einem Freund gearbeiteten Choreographie beendet hatte, wollte er eigentlich mit dem Ballett aufhören und sich in Los Angeles an einer Filmschule einschreiben. Sergei gab nach dem Erfolg des Videos dieses Vorhaben auf und drehte 2015 in Dancer – Bad Boy of Ballet eine Dokumentation über sein Leben. Ein weiteres Projekt mit David LaChapelle wird ein 40-minütiger Tanzfilm, der in Hollywood gedreht wird und in dem ein prominentes Schauspieler-Ensemble auftreten wird. Zugleich gab Polunin bekannt, dass er ein Tanzzentrum in Belgrad, Serbien, eröffnen wird. Er hatte schon früher seine Idee, in Belgrad eine Bleibe zu suchen, erwähnt, in der er einen ähnlichen kulturellen Aufbruch wie im Berlin der 2000er sieht. Polunin ist in einem Werbevideo Ambassodor des Serbischen Nationalmuseums in Belgrad zu sehen, dessen weltweite Erstaufführung anlässlich der Wiedereröffnung des Museums am 28. Juni 2018 ausgestrahlt wurde. Die Musik zur Choreographie komponierte Isidora Žebeljan.
In London soll zugleich ein Zentrum für die Tanzförderung junger Tänzer entstehen und als Polunin project die Unabhängigkeit junger Nachwuchstänzer von restriktiven Verträgen an großen Bühnen sichern.

## Rollenrepertoire (Auszug)
- Wolf in Peter und der Wolf
- Prinz Siegfried in Schwanensee
- Frantz in Coppélia (Choreographie von Roland Petit)
- Ali in Le Corsaire (Choreographie von Marius Petipa und Pjotr Gusew)
- Basilio in Don Quichotte
- Prince Désiré in Dornröschen
- Prinz in Cinderella
- Nussknacker in Der Nussknacker
- Albrecht in Giselle
- Solor in La Bayadère (Choreographie von Natalja Romanowna Makarowa)
- Aminta in Sylvia (Choreographie von Frederick Ashton)
- Des Grieux in Manon von Kenneth MacMillan nach Musik von Jules Massenet
- Kronprinz Rudolf in Mayerling von Kenneth MacMillan (Premiere Moskau 2013)
- Spartacus in Spartacus (Premiere Nowosibirsk 2014)

## Preise
- Internationaler Serge-Lifar-Ballett-Wettbewerb 2002
- Internationaler Serge-Lifar-Ballett-Wettbewerb Kiew 2006: Goldmedaille
- Prix de Lausanne 2006: Goldmedaille
- Youth America Grand Prix 2006
- Young British Dancer of the Year 2007
- Critics’ Circle National Dance Awards for the Best Male Dancer 2010
- Critics’ Circle National Dance Awards for the Best Classical Male Dancer 2011
- Gewinner des Großen Bolschoi-Ballett-Wettbewerbs 2012
- Soul of Dance Award des russischen Ballet Magazins 2014